# Luigi Beccali
Luigi Beccali, italijanski atlet, * 19. november 1907, Milano, Kraljevina Italija, † 29. avgust 1990, Daytona Beach, Florida, ZDA.
Beccali je nastopil na poletnih olimpijskih igrah v letih 1928 v Amsterdamu, 1932 v Los Angelesu in 1936 v Berlinu. Leta 1932 je postal olimpijski prvak v teku na 1500 m, leta 1936 pa je osvojil bronasto medaljo. Na evropskih prvenstvih je osvojil naslov prvaka leta 1934 v Torinu in bronasto medaljo leta 1938 v Parizu. 9. septembra 1933 je postavil svetovni rekord v teku na 1500 m s časom 3:49,2 s, 17. oktobra istega leta pa ga je še izboljšal na 3:49,0 s. Rekord je veljal do junija 1934, ko ga je prevzel Bill Bonthron.